# Абразійна платформа

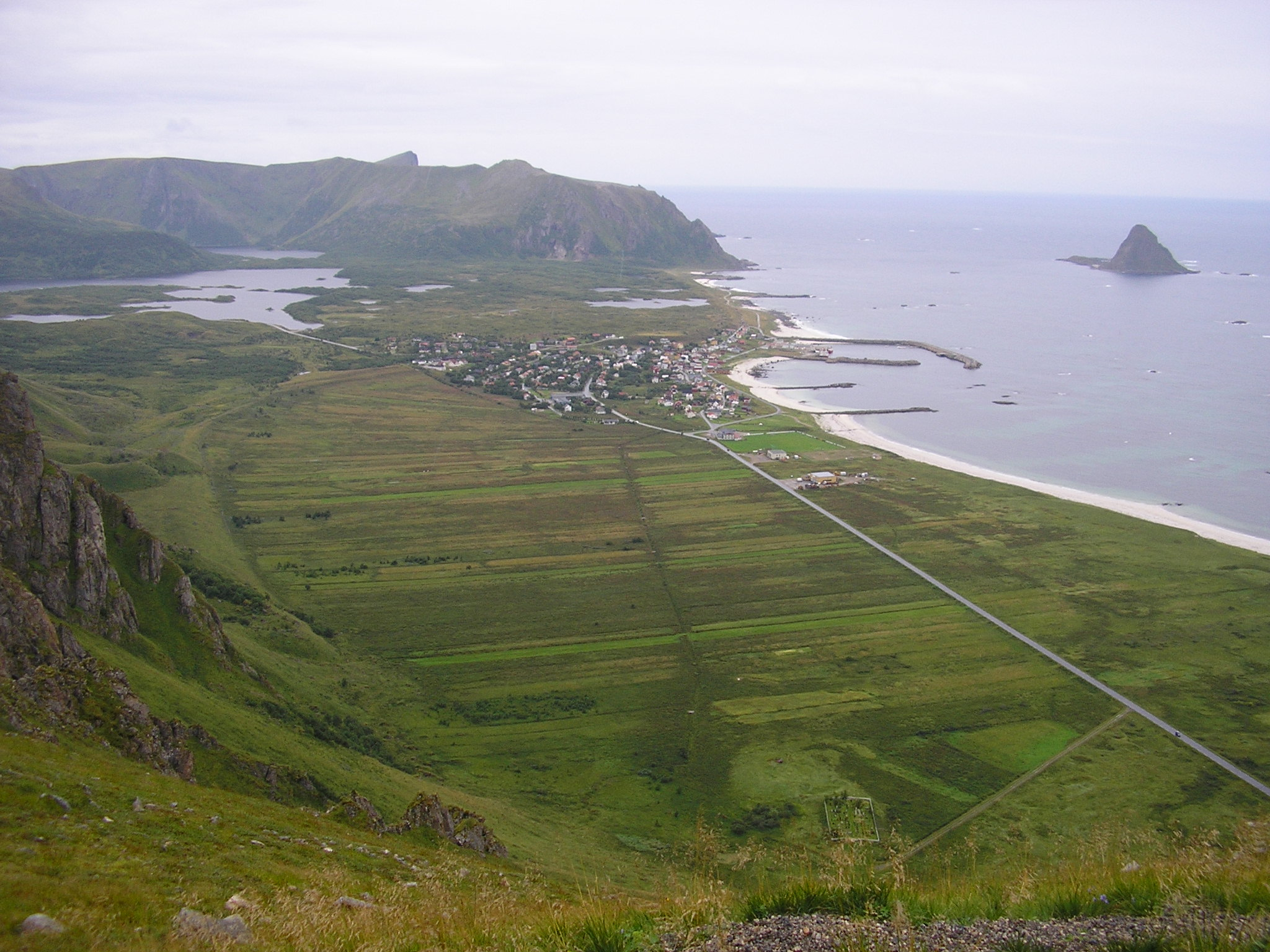
Абразійна платформа. Блейк, Норвегія

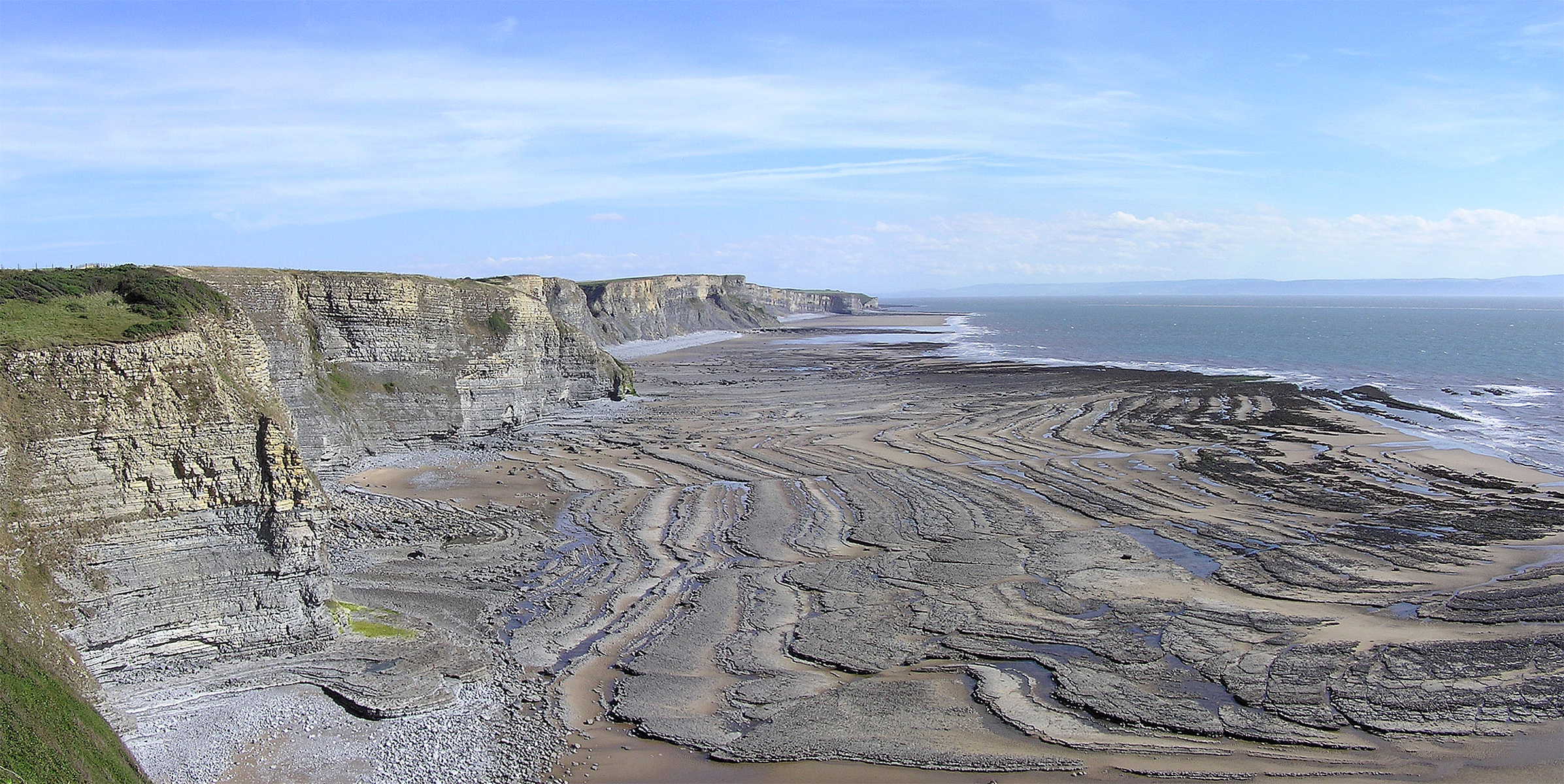
Абразійна платформа. Southerndown, Південний Уельс

Абразі́йна платфо́рма — берегова частина суші, околиця материків, що поступово знижується в бік моря і продовжується під його рівнем іноді на десятки кілометрів. На прибережній частині платформи спостерігаються піщані вали; занурена частина переходить у материкову мілину. Абразійна платформа утворюється при переміщенні берегової лінії в бік суші внаслідок абразії. Уламковий матеріал, що виникає від руйнування узбережжя, що переміщується платформою, вирівнює її поверхню.